# George Anania
George Anania (n. 14 iulie 1941, Măgurele, România – d. 5 aprilie 2013, Ilfov, România) a fost un scriitor de literatură științifico-fantastică, dramaturg, realizator de scenarii radiofonice, traducător și realizator de antologii românești contemporane. Este cunoscut și pentru colaborarea sa literară îndelungată cu Romulus Bărbulescu.

## Biografie

### Viața
George Anania s-a născut la 14 iulie 1941 în Măgurele. În 1964 a absolvit Facultatea de limba și literatura română din cadrul Universității București și a lucrat în mai multe instituții culturale, ocupând pentru o perioadă funcția de director-adjunct al studioului Animafilm. Pe plan personal, a fost căsătorit și a avut o fată, care o vreme a cochetat și ea cu literatura de anticipație.
George Anania a decedat în noaptea de 5 spre 6 aprilie 2013.

### Cariera literară
A început să scrie în jurul vârstei de 16 ani și, la puțină vreme după aceea, Adrian Rogoz i-a făcut cunoștință cu Romulus Bărbulescu. Astfel a luat naștere cel mai de succes cuplu de autori SF români, care avea să fie recompensat cu Marele premiu pentru întreaga activitate literară la Eurocon-ul desfășurat la Fayence, Franța, în anul 1990.
Între 1958 și 1962, cei doi autori au scris 15-20 de scenarii difuzate la radio, înainte de a finaliza primul lor roman SF, Constelația din ape (1962), care avea să fie serializat în numerele 174-179 ale Colecției de povestiri științifico-fantastice, având un efect memorabil asupra cititorilor din epocă și asupra criticii științifice.
În 1965 apare Doando, romanul care i-a consacrat și care s-a bucurat de o primire călduroasă din partea cititorilor, fiind elogiat și în presa sovietică a vremii. Acesta avea să fie primul roman SF românesc publicat după 1989 de editura Nemira în nou apăruta Colecția Nautilus, într-o ediție revizuită.
Au urmat alte colaborări de succes ale celor doi autori, dintre care se disting romanele Ferma Oamenilor de Piatră (1969) și continuarea sa, Paralela-enigmă (1973), ambele reeditate după 1989. În perioada 1965-1975, au fost radiodifuzate peste 15 scenarii SF ale celor doi autori.
În anii '80, regimul condus de Nicolae Ceaușescu a preluat controlul asupra cluburilor de fani Anania și Bărbulescu. George Anania a continuat colaborarea cu Romulus Bărbulescu în dramaturgie, realizând împreună cu acesta piesele SF Despărțire la marele zbor și Fântânile, precum și scenariul filmului Mireasma ploilor tîrzii (1985). Din punct de vedere literar s-a concentrat asupra unor proiecte personale, publicând romanele Test de fiabilitate, Acțiunea Lebăda și O experiență neobișnuită. Cu toate că au apărut sub semnătură proprie, Anania a recunoscut că el și Bărbulescu s-au ajutat reciproc în proiectele personale, declarând că "și atunci când apărea pe copertă numai RB sau numai GA, în interiorul cărții erau, de fapt aceiași RBGA".
După înlăturarea comunismului, pus în fața concurenței avalanșei de traduceri din autorii SF occidentali, Anania a mai publicat doar câteva povestiri și nuvele, singur sau în colaborare cu Bărbulescu. Împreună cu acesta din urmă a editat singurul număr al revistei SF Clipa astrală (1994) și a participat la editarea antologiilor bilingve Nemira 1994 și 1995. El a rămas să finalizeze cartea Lupta cu îngerul, începută în anii '90 împreună cu Bărbulescu (decedat între timp), care se dorea a forma o trilogie împreună cu Ferma Oamenilor de Piatră și Paralela-enigmă, dar decesul său a lăsat neterminat acest proiect.
În anul 2011 a devenit primul laureat al ”Premiului Galileo pentru întreaga activitate literară”.

## Stil și teme abordate
„Din perspectiva viitorului, trebuie să descifrezi resorturile unor evenimente imaginare – trecute, prezente sau viitoare – și acțiunile unor personaje ficționale și să le prezinți contemporanilor tăi (în mod subiectiv și părtinitor, fiindcă ești ființă omenească), astfel încât ei, fermecați de privirea ta originală și harul tău de povestitor, să înțeleagă, la rându-le, ceea ce s-ar putea întâmpla, să se lumineze (dacă nu se gândiseră niciodată la o atare posibilitate) și să învețe câte ceva pentru viața lor de zi cu zi. Însă autorul nu are la îndemână niciun element concret de la care să pornească în excursul literar. Așadar ipostazele de mai sus au un singur element comun, care este și esențial în cazul literaturii SF: originalitatea proiecției literare și harul de povestitor al autorului.”
Colaborarea dintre Anania și Bărbulescu, chiar și în proiectele individuale, face dificilă tratarea separată a celor doi autori, deși Anania a remarcat la un moment dat că "unul avea propensiune către ideile originale, celălalt către punerea lor, cât mai inspirată, în pagină". Rigorile ideologice ale vremii impuneau ca scrierile SF să conțină idei anticipative care să fie conforme spiritului științific, trimițând deseori la o abordare excesiv de tehnicistă. Acest lucru avea un impact semnificativ asupra valorii literare a textelor, la care se adăuga și lipsa informației de gen, singurele surse disponibile fiind traducerile masive din autorii sovietici și reeditările periodice ale operelor lui Jules Verne și H. G. Wells. Acest climat a făcut ca primul roman al cuplului Bărbulescu-Anania, Constelația din ape, să fie unul axat în principal pe latura tehnicistă, el beneficiind de patru referate științifice. El avea să aducă în prim plan una dintre temele predilecte ale cuplului: contactul cu civilizațiile extraterestre. Acest contact a fost tratat de-a lungul carierei lor scriitoricești din diferite perspective, printre care se numără:
- contactul direct cu o civilizație muribundă (Constelația din ape, Doando, Statuia șarpelui)
- abordarea perspectivei paleoastronauticii (Statuia șarpelui, "Cel din urmă mesaj")
- contactul mijlocit de biounde (Șarpele blând al infinitului, Acțiunea Lebăda, O experiență neobișnuită)
- contactul direct sau indirect cu diferiți membri ai unor rase galactice (temă prezentă în mai multe povestiri)

Dacă în primele creații tendința a fost de a da o formă umanoidă reprezentanților raselor extraterestre, odată cu maturizarea artistică au intrat în scenă civilizații care au prea puține în comun cu modul nostru de percepție și care, eventual, ajungeau să ia o formă umană pentru o comunicare mai ușoară. De altfel, comunicarea cu aceste rase nu a ridicat probleme în textele celor doi autori, ei apelând mai mereu la câte un element din recuzita SF pentru a facilita acest demers. În plus, în afara unor aluzii prezente în O experiență neobișnuită, relațiile cu toate rasele întâlnite s-au desfășurat sub semnul păcii și colaborării.
O altă temă majoră abordată de cei doi autori a fost legată de domeniul ciberneticii, o știință interzisă în acele vremuri în țările comuniste:
- realizarea unui alter-ego cibernetic al omului, relația dintre cei doi permițând zborul cosmic (Ferma Oamenilor de Piatră)
- calculatorul gigantic care conduce o mulțime de operațiuni și care este capabil să învețe (Paralela-enigmă)
- roboții prezenți ca ajutoare în viața de zi cu zi ("Captiv în inima galaxiei"), uneori sub forma unor gadgeturi tehnologice înzestrate cu rațiune (naveta și centura lui Donar din Paralela-enigmă), alteori preluând controlul societății într-o încercare de protejare excesivă care determină obținerea unor rezultate contrare (Planeta Umbrelelor Albastre sau nuvela "Dintr-un creier de inox" din volumul Cât de mic poate fi infernul?)
- nave gigantice dotate cu inteligență, pornite în explorarea universului (Doando)

În afara acestor teme majore, cei doi autori au abordat o serie de alte teme specifice SF-ului, printre ele numărându-se explorarea spațiului cosmic și ceea ce rezultă de aici, anume reacția psihologică umană în fața necunoscutului cosmic, temă pe care Aurel Cărășel - comentând pe marginea romanului Șarpele blând al infinitului - o consideră "cvasidesuetă". În particular, Anania a atins și tema mutațiilor biologice, sub forma omului nemuritor din Test de fiabilitate sau a simbiozei dintre o rasă extraterestră și plantele terestre în O experiență neobișnuită.
Anania a apreciat că perioada de elaborare a structurii unei cărți era cea mai fascinantă din punctul lor de vedere, începând de la idee și terminând cu personajele. Creionarea acestora din urmă a constituit mereu un detaliu asupra căruia cei doi autori s-au concentrat cu mare atenție, apreciind faptul că li se permitea să fie "demiurgi".
Cei doi autori au împletit deseori SF-ul cu literatura polițistă (Statuia șarpelui, Paralela-enigmă) și cu cea umoristică (Planeta Umbrelelor Albastre, Statuia șarpelui). Anania a pășit și pe domeniul literaturii istorice, îmbinând-o cu cea de aventuri în opere cum ar fi Corsarul de fier (care descrie un episod din viața lui Francis Drake) și Ploaia de stele (care prezintă expediția în America Latină a exploratorului Alexander von Humboldt). Spre sfârșitul carierei scriitoricești atenția sa s-a îndreptat spre literatura pentru copii, reluând unele teme abordate anterior în romanele scrise alături de Bărbulescu.
Alexandru Mironov a comentat în termeni elogioși perioada de maturitate artistică a cuplului Bărbulescu-Anania, apreciind că romanele Doando, Ferma Oamenilor de Piatră și Paralela-enigmă sunt "cele mai importante romane de literatură de anticipație românești". Odată cu Șarpele blând al infinitului, el este de părere că cei doi autori au coborât ștacheta, conformându-se tendinței literaturii SF românești de după 1974. Despre evoluția individuală a celor doi autori, el consideră că "scriitorii născuți prin diviziune din trupul regretatului Romulusbărbulescugeorgeanania realizează, fiecare, cărți bune, dar nu capodopere". De altfel, însuși Anania a declarat într-un interviu că Ferma Oamenilor de Piatră este opera literară care îi reprezintă cel mai bine și că "după aceea, cu unele excepții poate de luat în seamă, dar excepții, am bătut pasul ori am coborât".

### Romane
- 1966 - Corsarul de fier
- 1969 - Ploaia de stele
- 1981 - Test de fiabilitate - reeditat în 2014
- 1984 - Acțiunea Lebăda - reeditat în 1991
- 1987 - O experiență neobișnuită - reeditat în 1989

#### Împreună cuRomulus Bărbulescu
- 1962 - Constelația din ape
- 1965 - Doando - reeditat în 1992 și 2002
- 1967 - Statuia șarpelui
- 1969 - Planeta Umbrelelor Albastre - reeditat în 1993 cu titlul Planeta Fantomelor Albastre
- 1970 - Ferma Oamenilor de Piatră - reditat în 1990
- 1973 - Paralela-enigmă - reeditat în 1991
- 1977 - Șarpele blând al infinitului
- 1992 - Cât de mic poate fi infernul?

### Povestiri și nuvele
- "Limanul dragostei" (1963)
- "Cel din urmă mesaj" (1963)
- "Prisăcarul" (1989)
- "A zecea planetă" (1989)
- "Dintr-un creier de inox" (1992)

#### Împreună cu Romulus Bărbulescu
- "Captiv în inima galaxiei" (1964)
- "Astronava lui OLM" (1965)
- "Fântânile" (1966)
- "Ochii ei albaștri" (1967)
- "Aventură pe fluviul de hidrogen" (1971)
- "Requiem după singurătate" (1983)
- "Război contra Sfinxului" (1990)
- "Uneori, marea" (1990)
- "Feedback Pampero" (1994)

### Editor (cu Romulus Bărbulescu)
- 1994 - Clipa astrală, revistă SF
- 1994 - Antologia science-fiction Nemira '94 (ediție bilingvă română/engleză)
- 1995 - Antologia science-fiction Nemira '95 (ediție bilingvă română/engleză)

### Critică literară
- 1973-1976 - "Pulsul nostru actual", articole critice asupra unor lucrări SF, scrise împreună cu Romulus Bărbulescu sub pseudonimul Ana Barbara Rebegea și publicate în Colecția de povestiri științifico-fantastice, Viața românească și Contemporanul

### Scenarii de film
- Mireasma ploilor tîrzii (1985), împreună cu Romulus Bărbulescu, regia: Mircea Moldovan

### Scenarii radiofonice
- 1965 - 1975 - peste 15 scenarii cu profil science fiction, împreună cu Romulus Bărbulescu

### Dramaturgie
- 1982 - Despărțire la marele zbor - piesă SF în 3 acte montată pe scena Teatrului Ion Vasilescu din București, în regia lui Cornel Popa
- 1988 - Fântânile - piesă într-un act și  patru tablouri, regia Cristian Munteanu

## Distincții
- 1990 - Marele premiul Eurocon pentru întreaga activitate literară
- 2011 - Premiul Galileo pentru întreaga activitate literară